# Bolitoglossa mexicana
Espèce
Synonymes
- Bolitoglossa moreleti Smith, 1945

Statut de conservation UICN

 LC  : Préoccupation mineure
Bolitoglossa mexicana est une espèce d'urodèles de la famille des Plethodontidae.

## Répartition
Cette espèce se rencontre au Mexique dans le sud du Veracruz et au Chiapas ainsi que quelques populations isolées vivant dans la péninsule du Yucatán dans le Quintana Roo et le Yucatán, dans le centre et le Sud du Belize, dans le Nord du Guatemala et au Honduras du niveau de la mer à 900 m d'altitude,.

## Description

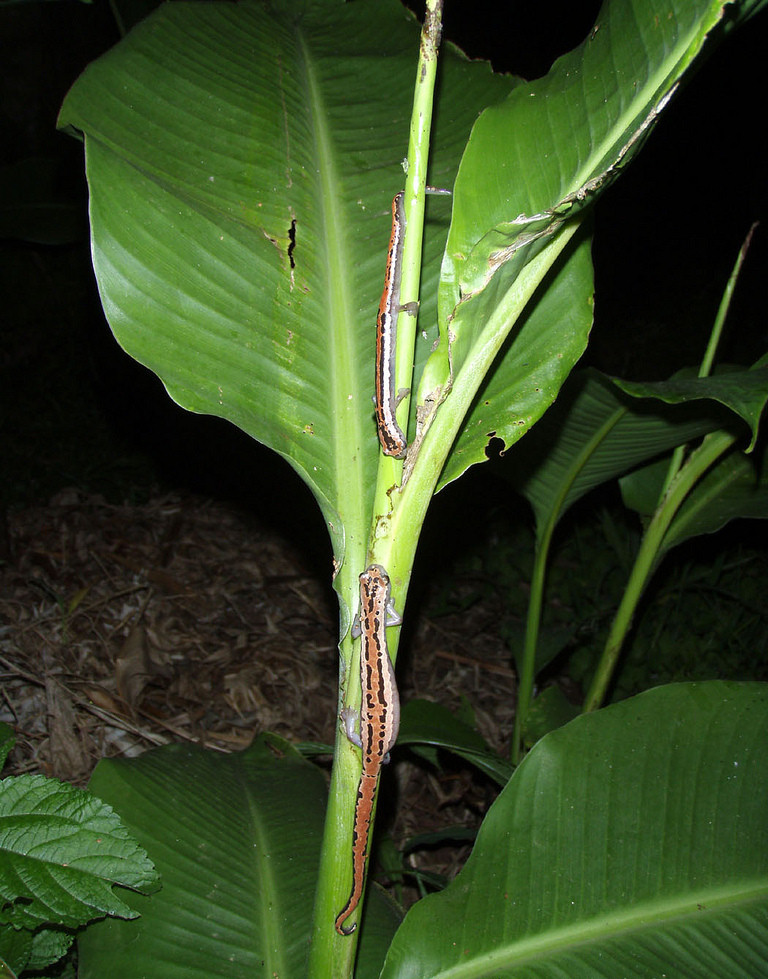
Bolitoglossa mexicana

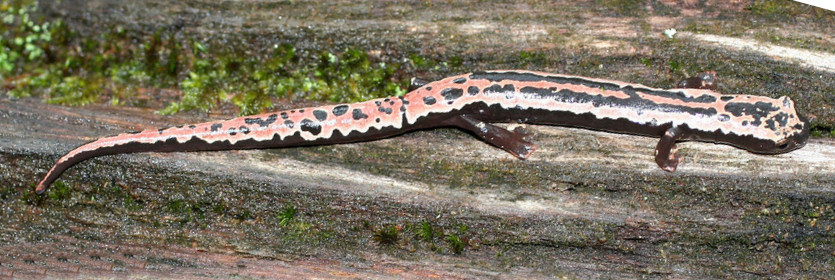
Bolitoglossa mexicana

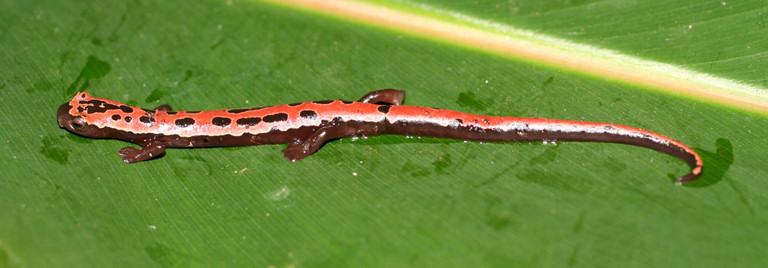
Bolitoglossa mexicana

Bolitoglossa mexicana mesure environ 82 mm sans la queue.

## Taxinomie
Selon García-París, Parra-Olea et Wake, ce taxon représente un complexe d'espèces cryptiques.
Bolitoglossa moreleti a été placé en synonymie avec Bolitoglossa mexicana par Neill et Allen en 1959.

## Étymologie
Son nom d'espèce, mexicana, lui a été donné en référence aux premiers spécimens originaires du Mexique.

## Publications originales
- Duméril, Bibron & Duméril, 1854 : Erpétologie Générale ou Histoire Naturelle Complète des Reptiles. Tome neuvième, p. 1-440 (texte intégral).